# Burghead
Burghead is een plaats (burgh) in het Schotse bestuurlijke gebied Moray aan de Moray Firth. Burghead telde in 2020 1840 inwoners. Het huidige Burghead is gebouwd in de periode 1805 tot 1809 waarbij een oud fort van de Picten grotendeels het veld moest ruimen.
Vroeger was Burghead een vissers- en handelsstadje.